# Micrasema helveio
Micrasema helveio är en nattsländeart som beskrevs av Malicky och Chantaramongkol 1992. Micrasema helveio ingår i släktet Micrasema och familjen bäcknattsländor. Inga underarter finns listade i Catalogue of Life.